# Gianfranco Franchini
Pour les articles homonymes, voir Franchini.
Gianfranco Franchini (né le 17 décembre 1938 à Gênes et mort le 21 avril 2009 dans la même ville) est un architecte italien.

## Biographie
Fils d'un avocat, Gianfranco Franchini a obtenu une laurea en architecture en 1964 au Politecnico di Milano, où il a connu Renzo Piano, génois comme lui .
En 1971, avec Renzo Piano et Richard Rogers il projette le Centre Georges Pompidou (ou centre Beaubourg) à Paris.
Franchini, contrairement à Piano et Rogers n'a pas rebondi sur le succès du centre Beaubourg pour entreprendre une carrière internationale se contentant de réaliser des projets à petit échelle, surtout en Italie :
- Bibliothèque civique internationale de Bordighera,
- Biblioteca de Chieri,
- La biblioteca civica Lagorio à Imperia
- Castello Mackenzie, Gênes, restructuration interne (2002)
- Museo di Storia Ebraica de Gênes.

## Sources
- (it) Cet article est partiellement ou en totalité issu de l’article de Wikipédia en italien intitulé « Gianfranco Franchini » (voir la liste des auteurs).